# 페르보마이스크 (니즈니노브고로드주)
페르보마이스크(러시아어: Первомайск, 1951년까지는 타시노(Ташино))는 니즈니노브고로드 주 페르보마이스키 군의 중심지이다. 니즈니노브고로드에서 남쪽으로 189km지점에 위치해 있다. 니즈니노브고로드 - 사란스크연결 지점에 위치해 있다.
1만6,800명의 주민이 거주하고 있다(2001년).